# Migcampista

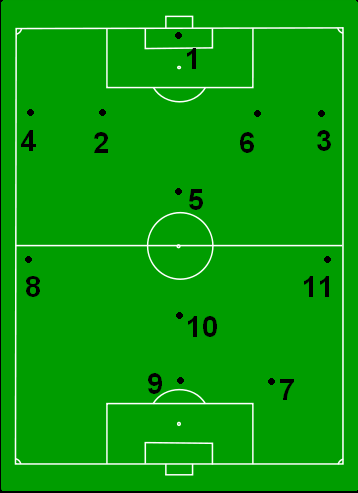
Diagrama de la posició dels futbolistes segons la tàctica 1-4-3-1-2, també anomenada 1-4-4-2 amb el mig del camp en rombe

Un/a migcampista és una persona que juga a futbol al centre del camp. Aquesta posició al camp també es coneix com centrecampista o volant. Entre les seves funcions es troben recuperar pilotes, propiciar la creació de jugades i explotar el joc ofensiu.